# Hiroshi Ninomiya (fotbollsspelare född 1969)
Hiroshi Ninomiya (二宮 浩 Ninomiya Hiroshi?), född 11 april 1969 i Kumamoto prefektur, är en japansk tidigare fotbollsspelare.
Ninomiya började sin karriär 1992 i Urawa Reds. Efter Urawa Reds spelade han för Danubio FC och Mito HollyHock. Han avslutade karriären 1997.